# فاتح كيليش
فاتح كيليش (بالتركية: Fatih Keleş) (مواليد 27 نوفمبر 1989) هو ملاكم تركي، مثّل بلاده في الألعاب الأولمبية الصيفية 2012.

## روابط خارجية
فاتح كيليش على موقع بوكس ريك (الإنجليزية) (registration required)
- فاتح كيليش على موقع أوليمبيديا (الإنجليزية)